# 43-XX
Classificazione delle ricerche matematiche: sezioni di livello 1

00-XX 01 03 05 06 08 | 11 12 13 14 15 16 17 18 19 20 22 | 26 28 30 31 32 33 34 35 37 39 40 41 42 43 44 45 46 47 49 | 
 51 52 53 54 55 57 58 | 60 62 65 68 | 70 74 76 78 | 80 81 82 83 85 86 | 90 91 92 93 94 97-XX
43-XX è la sigla della sezione primaria dello schema di classificazione
MSC dedicata alla analisi armonica astratta.
La pagina attuale presenta la struttura ad albero delle sue sottosezioni secondarie e terziarie.

## 43-XX
analisi armonica astratta {per altre analisi sui gruppi topologici e di Lie, vedi 22Exx }
- 43-00 opere di riferimento generale (manuali, dizionari, bibliografie ecc.)
- 43-01 esposizione didattica (libri di testo, articoli tutoriali ecc.)
- 43-02 presentazione di ricerche (monografie, articoli di rassegna)
- 43-03 opere storiche {!va assegnato almeno un altro numero di classificazione della sezione 01-XX}
- 43-04 calcolo automatico esplicito e programmi (non teoria della computazione o della programmazione)
- 43-06 atti, conferenze, collezioni ecc.

## 43Axx
analisi armonica astratta {per altre analisi sui gruppi topologici e di Lie, vedi 22Exx}
- 43A05 misure sui gruppi, misure sui semigruppi ecc.
- 43A07 medie sui gruppi, medie sui semigruppi ecc.; gruppi docili
- 43A10 algebre di misure sui gruppi, algebre di misure sui semigruppi ecc.
- 43A15 spazi Lp ed altri spazi di funzioni sui gruppi, sui semigruppi ecc.
- 43A17 analisi sui gruppi ordinati, teoria Hp
- 43A20 L1-algebre sui gruppi, L1-algebre sui semigruppi ecc.
- 43A22 omomorfismi e moltiplicatori di spazi di funzioni sui gruppi, sui semigruppi ecc.
- 43A25 trasformata di Fourier e di Fourier-Stieltjes sui gruppi abeliani localmente compatti
- 43A30 trasformata di Fourier e di Fourier-Stieltjes sui gruppi non abeliani, sui semigruppi ecc.
- 43A32 altre trasformate ed altri operatori del tipo di Fourier
- 43A35 funzioni definite positive sui gruppi, sui semigruppi ecc.
- 43A40 gruppi di caratteri ed oggetti duali
- 43A45 sintesi spettrale sui gruppi, sui semigruppi ecc.
- 43A46 insiemi speciali (insiemi affilati?thin, insiemi di Kronecker, insiemi di Helson, insiemi di Ditkin, insiemi di Sidon ecc.)
- 43A50 convergenza delle serie di Fourier e delle trasformate inverse
- 43A55 metodi di sommabilità sui gruppi, sui semigruppi ecc. [vedi anche 40J05]
- 43A60 funzioni quasi periodiche sui gruppi e sui semigruppi e loro generalizzazioni (funzioni ricorrenti, funzioni distali ecc.); funzioni quasi automorfe
- 43A62 ipergruppi
- 43A65 rappresentazioni di gruppi, di semigruppi ecc. [vedi anche 22A10, 22A20, 22Dxx, 22E45]
- 43A70 analisi su specifici gruppi abeliani localmente compatti [vedi anche 11R56, 22B05]
- 43A75 analisi di specifici gruppi compatti
- 43A77 analisi sui gruppi compatti generali
- 43A80 analisi su altri specifici gruppi di Lie [vedi anche 22Exx]
- 43A85 analisi sugli spazi omogenei
- 43A90 funzioni sferiche [vedi anche 22E45, 22E46, 33C65]
- 43A95 metodi categoriali [vedi anche 46Mxx]
- 43A99 argomenti vari